# Студёнка (Запольский сельсовет)
Студёнка (бел. Студзёнка) — деревня в составе Запольского сельсовета Белыничского района Могилёвской области Республики Беларусь. Население — 1 человек (2009).

## География

### Расположение
В 29 км на юго-запад от Белынич, в 31 км от железнодорожной станции Друть (на линии Могилёв — Осиповичи), в 39 км от Могилёва.

### Гидрография
Севернее деревни протекает река Малыш — приток Друти.

## Транспортная система
Транспортная связь по просёлочной дороге, затем по автодороге Могилёв — Минск. Планировка состоит из короткой прямолинейной улицы, ориентированной с юго-востока на северо-запад. Застройка двухсторонняя, деревянными домами усадебного типа.

## История
После 1-го раздела Речи Посполитой (1772 год) находилась в составе Российской империи. В 1777 году — в Могилёвском уезде Могилёвской губернии. В 1785 году — в имении Головчин Могилёвского уезда, 9 дворов, 57 жителей. Кроме земледелия часть крестьян занималась колёсным ремеслом. С февраля до октября 1918 года оккупирована германской армией. 15 февраля 1924 года открыта школа (в 1925 году — 41 ученик).
В 1930 году организован колхоз «Коммунар». В начале июля 1941 года оккупирована немецко-фашистскими захватчиками. Во время Великой Отечественной войны на фронтах погибли 2 местных жителя. Освобождена 29 июня 1944 года.
В 1986 году — в составе совхоза «Падевичи» с центром в деревне Заполье.

## Население

### Численность
- 2009 год — 1 житель.

### Динамика
- 1785 год — 9 дворов, 57 жителей.
- 1880 год — 23 двора, 139 жителей.
- 1926 год — 34 двора, 169 жителей.
- 1959 год — 187 жителей.
- 1970 год — 55 жителей.
- 1986 год — 20 жителей[2].
- 2009 год — 1 житель.